# نووچسنوکوفکا
نووچسنوکوفکا (به لاتین: Novochesnokovka) یک منطقهٔ مسکونی در روسیه است که در سرزمین آلتای واقع شده‌است.